# مارج چامپیون
مارج چامپیون (انگلیسی: Marge Champion؛ زادهٔ ۲ سپتامبر ۱۹۱۹ – درگذشته ۲۱ اکتبر ۲۰۲۰) یک هنرپیشه، و طراح رقص اهل ایالات متحده آمریکا بود.
از فیلم‌ها یا برنامه‌های تلویزیونی که وی در آن نقش داشته است می‌توان به پارتی اشاره کرد.